# Правія
Правія (ісп. Pravia) — муніципалітет в Іспанії, у складі автономної спільноти Астурія. Населення — 9131 осіб (2009).
Муніципалітет розташований на відстані близько 390 км на північний захід від Мадрида, 24 км на північний захід від Ов'єдо.
Муніципалітет складається з таких паррокій: Аранго, Кордоверо, Коріас, Ескоредо, Фольгерас, Інклан, Правія, Пронга, Кінсанас, Сандаміас, Сантіанес, Сельгас, Сомадо, Вільяфрія, Вільявалер.

## Демографія
Динаміка населення (INE ):

## Галерея зображень

Розташування муніципалітету
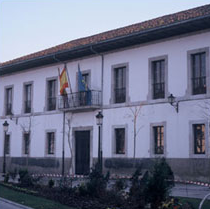
Муніципальна рада
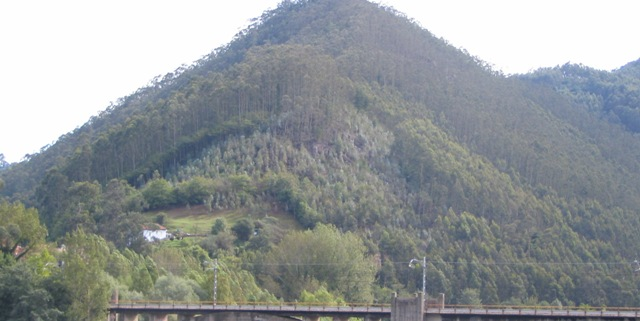
Гора Мірабече, у муніципалітеті Правія
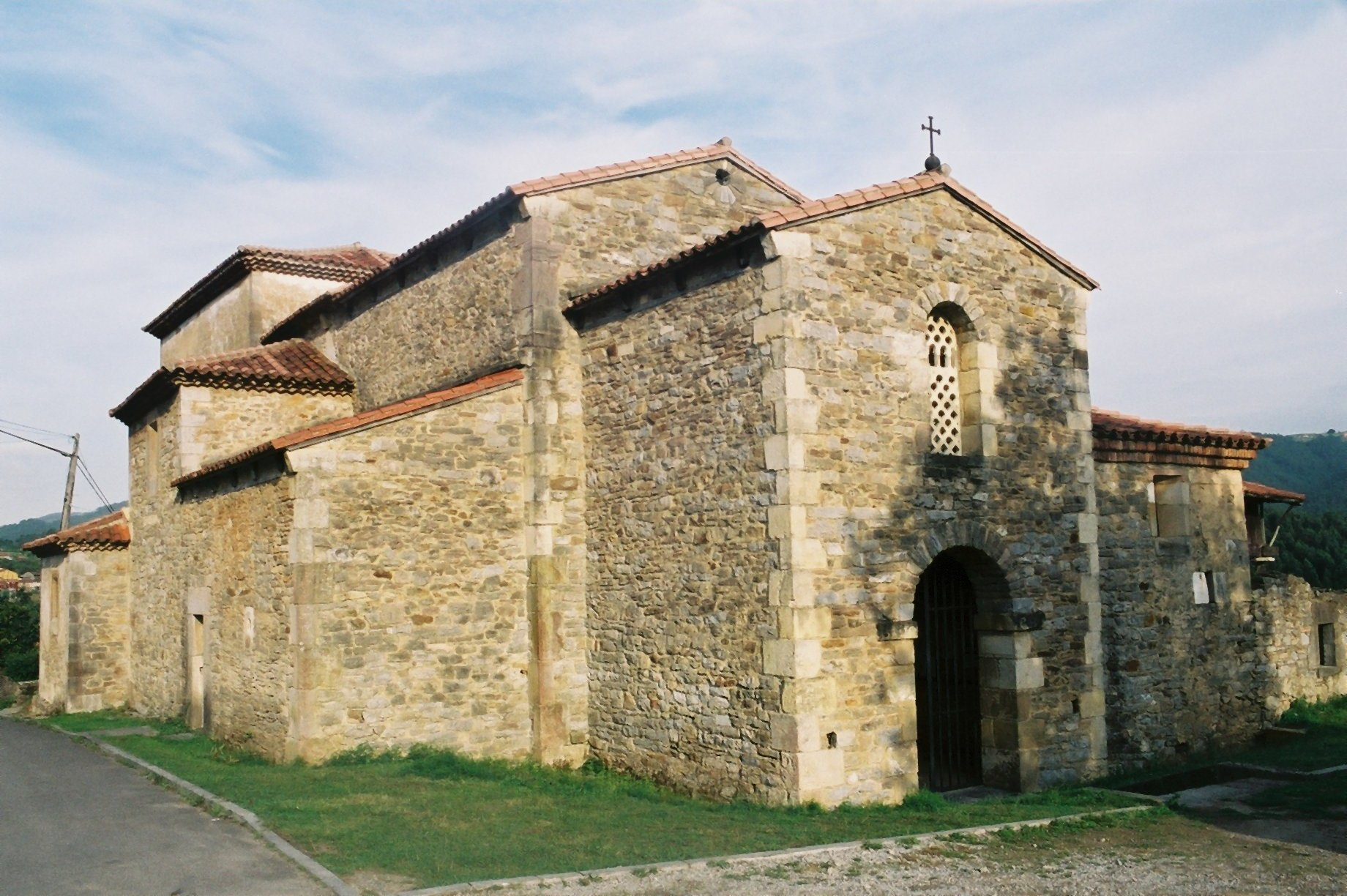
Церква Сантіанес-де-Правія
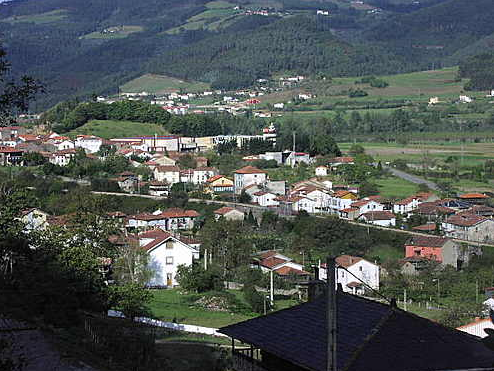
Пеньяульян